# مشعلية مهدبة
مشعلية مهدبة (الاسم العلمي:Aethionema fimbriatum) هي نوع من النباتات تتبع جنس المشعلية من الفصيلة الصليبية.